# HIP 102016
HIP 102016 — звезда в созвездии Лебедя. Находится на расстоянии 175 световых лет (53.7 парсек) от Земли.

## Характеристики
HIP 102016 — звезда +8.01 видимой звёздной величины и не видна невооружённым глазом. HIP 102016 представляет собой звезду спектрального класса G5 с радиусом в 1.23 солнечных радиусов. Светимость звезды составляет 1.63 солнечных. Температура звезды составляет приблизительно 5800 кельвинов.